# 가톨릭평화방송 성우극회
가톨릭평화방송 성우극회(가톨릭平和放送 聲優劇會)는 대한민국의 가톨릭평화방송(CPBC) 성우 공개채용에 합격한 성우들이 소속된 극회이다.
1990년 1기를 모집하고 1992년 2기를 모집하려 했으나 평화방송이 다른 케이블과는 달리 일반화되지 않았고 주 시청자들이 천주교 신자들이기 때문에 시청률이 낮아서 굳이 2기 성우를 모집해 채용할 필요가 없다는 결론을 내려 2기를 모집하지 않았다. 그래서 1기 성우들은 기수가 붙지 않은 'CPBC 성우'로만 불린다. 성우극회 홈페이지도 따로 있지 않다.

## 소속 성우
- 박근형[1]
- 변선미
- 심영민[2]
- 윤정희
- 이고운영
- 임태영
- 장주영

## 같이 보기
- 한국성우협회